# Christian Gottlieb Jöcher
Christian Gottlieb Jöcher (Lipsia, 20 luglio 1694 – Lipsia, 10 maggio 1758) è stato un bibliotecario e lessicografo tedesco.

## Biografia
Christian Gottlieb Jöcher era figlio del mercante Johann Christoph Jöcher e di sua moglie Margaretha, figlia del medico Michael Ettmüller. Crebbe con suo nonno, il giudice della città di Lipsia Leonard Baudiß, che gli ha fornito due eccellenti insegnanti privati, Magister Börner e Magister Paul Abraham König, che ispirarono la sua educazione giovanile, destando in lui l'interesse per la storia, la geografia e la genealogia fin dalla tenera età. Nel 1708 continuò la sua formazione al Ginnasio di Gera e due anni dopo al Ginnasio di Zittau, che aveva acquisito un'ottima reputazione in Germania grazie a Christian Weise.
Nel 1712 iniziò a studiare medicina all'Università di Lipsia. Il contatto con Gottfried Olearius inclinò le sue preferenze verso la filosofia. Fu così che frequentò le lezioni filosofiche tenute da Hardt, Gottfried Polycarp Müller, Andreas Rüdiger e August Friedrich Müller. All'interno della sua personalità emerse una preferenza speciale per le lingue orientali, che sviluppò ulteriormente con Heinrich Benedikt Stark (1672–1727) e Johann Georg Abicht. Nel 1712 aveva già conseguito il grado accademico di baccelliere e nel 1714 quello di maestro di filosofia.
Iniziò quindi a tenere lui stesso lezioni all'Università di Lipsia, affermandosi presso la facoltà di filosofia dal 1715 e conseguendo una seconda laurea in teologia nel 1716. Nel 1730 divenne professore ordinario presso la Facoltà di Filosofia e nel 1732 assunse anche la cattedra di storia all'Università di Lipsia. Dopo aver conseguito il dottorato in teologia nel 1735, gli fu affidata la qualifica di supervisore generale della Biblioteca dell'Università di Lipsia dal 1742 , dove diede avvio ala redazione del catalogo generale alfabetico.
I suoi scritti consistono in parte opere filosofiche, in parte collettive. La sua opera più famosa è il Allgemeines Gelehrten-Lexicon ("Lessico accademico generale", pubblicato a Lipsia nel 1750/51 in 4 volumi). Esso costituisce una continuazione e un'espansione del Compendiösen Gelehrten-Lexicon di Johann Burckhardt Mencke, che ebbe altre due edizioni, rispettivamente nel 1725 e nel 1733. Quest'opera fu ampliata da Johann Gottlob Wilhelm Dunkel (dal 1755-ì al 1760) e poi da Johann Christoph Adelung (dal 1784 al 1787). Dal 1810 al 1822 Heinrich Wilhelm Rotermund diede alle stampe un'altra edizione a Brema in 6 volumi. Inoltre, dal 1720 Jöcher fu editore dei Deutsche Acta Eruditorum. Seguace di Christian Wolff, non solo padroneggiava il campo della filosofia teoretica, ma era anche un eccellente oratore e docente.

## Opere

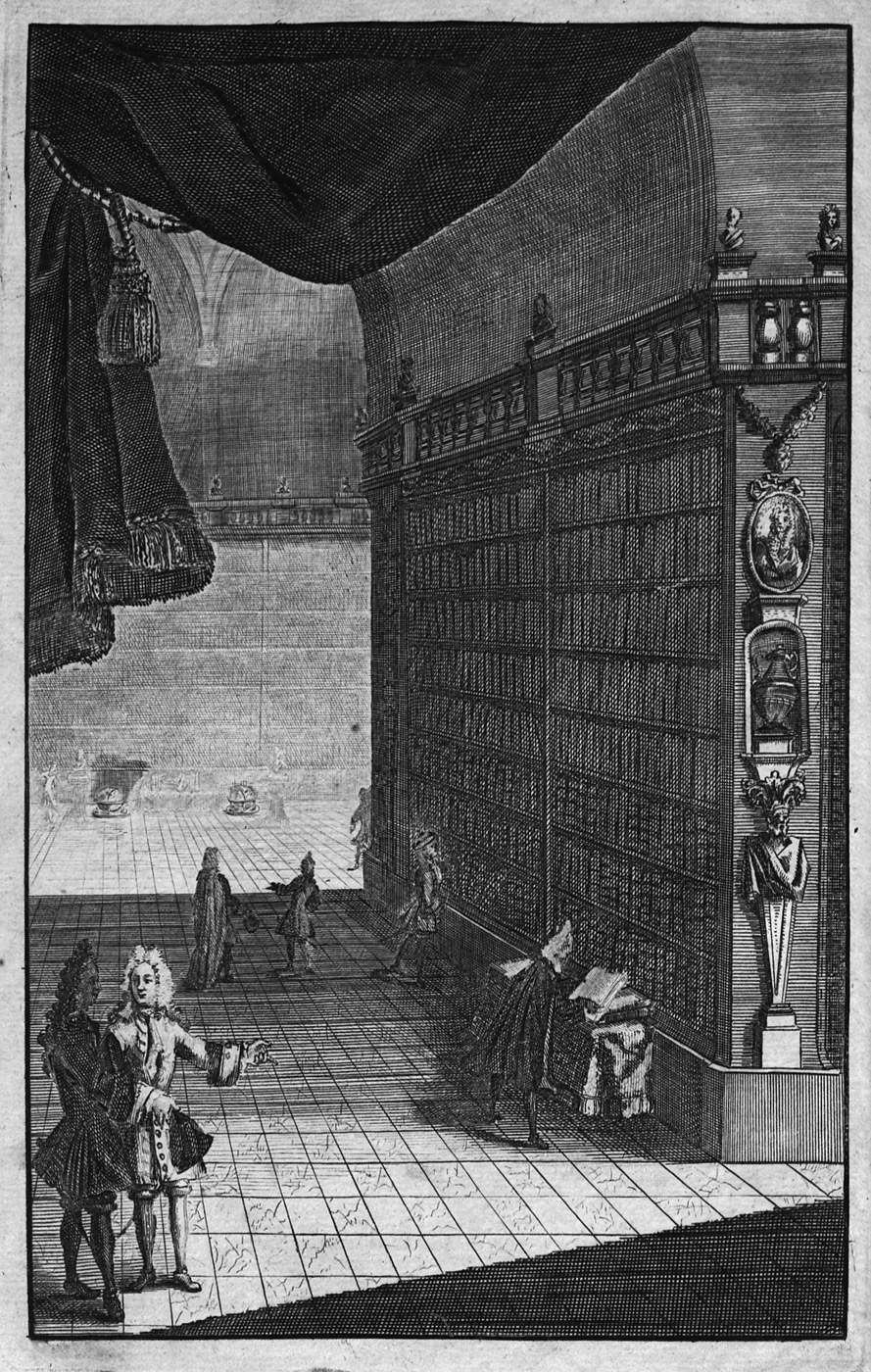
Frontespizio del Compendiösem Gelehrten-Lexicon di Jöchers

- Compendiöses Gelehrten-Lexicon: Darinne die Gelehrten aller Stände so wohl männ- als weiblichen Geschlechts, welche vom Anfang der Welt bis auf ietztige Zeit gelebt, und sich der gelehrten Welt bekannt gemacht, nach ihrer Geburt, Absterben, Schrifften, Leben und merckwürdigen Geschichten aus denen glaubwürdigsten Scribenten nach dem Entwurff des sel. D. Joh. Burckh. Menckens in alphabetischer Ordnung beschrieben werden. In zwei Theilen. Die dritte Auflage heraus gegeben von Christian Gottlieb Jöcher, Leipzig 1733
  - vol. 1
  - vol 2
- Allgemeines Gelehrten-Lexicon, Darinne die Gelehrten aller Stände sowohl männ- als weiblichen Geschlechts, welche vom Anfange der Welt bis auf die ietzige Zeit gelebt, und sich der gelehrten Welt bekannt gemacht, Nach ihrer Geburt, Leben, merckwürdigen Geschichten, Absterben und Schrifften aus den glaubwürdigsten Scribenten in alphabetischer Ordnung beschrieben werden. editore Johann Friedrich Gleditsch, Lipsia 
  - Vol. 1: A–C. Lipsia 1750 (nbn:de:gbv:3:1-627240)
  - Vol. 2: D–L. Lipsia 1750 (nbn:de:gbv:3:1-627255)
  - Vol. 3: M–R. Lipsia 1751 (nbn:de:gbv:3:1-627260)
  - Vol. 4: S–Z. Lipsia 1751 (nbn:de:gbv:3:1-627274)
- Jöcher’s medizinischer Hausschatz: eine Auswahl von bewährten Vorbauungs- und Hülfsmitteln gegen die am häufigsten vorkommenden Krankheiten und Unglücksfälle im menschlichen Leben. Central-Comptoir, Leipzig: 1800. Band 1 als Digitalisierte Ausgabe der Universitäts- und Landesbibliothek Düsseldorf (Template:URN)
- Diss. sistens Biantem Prienaeum in numo argento. Lipsia 1714
- Diss. I et II. de variis veterum Philosophorum studendi modis. Lipsia 1716
- Progr. de demonstrationibus theologicie. Lipsia 1727
- Progr. de haeresi Opheorum S. Orpheorum. Lipsia 1730
- Diss. de insigni veterum Philosophorum servore in investiganda verirate. Lipsia 1730
- Philosophia haeresium obex. Lipsia 1732
- Progr. de cura philosophi circa historias. Lipsia 1732
- De insigni studii historici nostra aetate. . . seu excellentia, Académica. . ., cum ad munus historias publice docendi accederet, recitata etc. Lipsia 1732
- Trauer-Reden, welche bey verschiedenen Fällen öffentl. gehalten u. s. w. Lipsia 1733
- Diss. I. II. III exhibentes examen paralogismorum de miraculis Christ. Thomae Woolstoni. Leipzig 1730–1734 Zusammengedruckt unter dem Titel: Thomae Woolstoni Paralogismorum de Christi miraculis examen. Lipsia 1734
- Progr. in quo praelectionum suarum historicarum in universum rationem reddit. Lipsia1735
- Diss. de discrimine et unione memoriae seusualis et intellectualis. Lipsia 1737
- Progr. de adoptione per arma. Lipsia 1737
- Progr. de bonis hominibus. Lipsia 1737
- Diss. de Marci Antonii, Triumviri, Timonio. Lipsia 1737
- Progr. de Academia Pumbeditana. Lipsia 1737
- Progr. de feudis Langharum. Lipsia 1737 e nel Jenichii Thesauro T. III.
- Progr. de Philosophis Elpisticis apud Plutarchum. Lipsia 1739
- Progr. de Lusatiae nexu clientelari cum Archipraesulatu Parthenopolitano. Lipsia 1741
- Progr. de religione quadrata, s. quadruplice vitae monasticae specie. Lipsia 1741
- Progr. de Pythagorae methodo philosophiam docendi. Lipsia 1741
- Progr. de Hadriani Imp. libris Catacrianis. Lipsia 1741
- Diss. de suspecta Livii fide. Auct. et Resp. Jo. Henr. Parreidt. Lipsia 1743
- Progr, de Cynicis nulla re teneri volentibus. Lipsia 1743
- Progr. I et II de Joh. de Breitenbach, JCto Lipsiensi. Lipsia 1743, 1744
- Orationes Joachimi Felleri et, C. G. Joecheri de Bibliotheca Lipsiensi Paullina. Lipsia 1744
- Progr de Philosophis sperantibus (Cynicis). Lipsia 1744
- Progr. Primae lineae historiae controversiarum, a Thoma Morgan o excitataruui. Lipsia 1746
- Diss. de Domitii Abenobarbi expeditione in Germania trans Albim. Lipsia 1749
- Diss. adversus ea, quae Joseph Barre, Acad. Parisiensis Cancellarius, Tom. VII Histor. Germ. p. 77 de Friderico Brunsvicensi commentatus eft. Lipsia 1750
- Progr.Elogium Caroli Christo. a Tettau. Lipsia 1751
- Progr. de supplementis historiae Gebhardi, Archiepiscopi Coloniensis. Lipsia 1751
- Progr. de Numae Pompilii libris publica auctoritate Romae combustis. Lipsia 1753
- Progr. de Ludolfo Magno, Duce Saxoniae. Lipsia 1757